# Kembangkuning, Purwakarta
Kembangkuning är en administrativ by i Indonesien.   Den ligger i provinsen Jawa Barat, i den västra delen av landet, 70 km sydost om huvudstaden Jakarta. Kembangkuning ligger vid sjön Waduk Jatiluhur.